# رون موريس (منافس ألعاب قوى)
رون موريس (بالإنجليزية: Ron Morris)‏ هو منافس ألعاب قوى أمريكي، ولد في 27 أبريل 1935 في غلينديل في الولايات المتحدة.

## وصلات خارجية
- رون موريس على موقع اللجنة الأولمبية الدولية (الإنجليزية)
- رون موريس على موقع أوليمبيديا (الإنجليزية)